# Jibrin
Đối với những người có họ, xem Jibrin (họ).
Jibrin (tiếng Ả Rập: جبرين) là một ngôi làng Syria và vùng ngoại ô của Hama, nằm trong Phân khu Hama của Quận Hama ở Tỉnh Hama. Theo Cục Thống kê Trung ương Syria (CBS), Jibrin có dân số 3.991 trong cuộc điều tra dân số năm 2004.